# Echte cobra's
Echte cobra's (Naja) zijn een geslacht van slangen uit de familie koraalslangachtigen (Elapidae).
Het geslacht van de echte cobra's is de meest wijd verspreide en bekendste groep van slangen. Buiten dit geslacht zijn er echter nog enkele andere die ook met cobra's worden aangeduid, maar niet tot de echte cobra's behoren. De schildcobra's (geslacht Aspidelaps) en de koningscobra (Ophiophagus hannah) bijvoorbeeld behoort niet tot deze groep. Cobra's leven in Afrika, Azië en het Midden-Oosten. Ze komen voor van woestijnen tot bossen, de verschillende soorten zijn bodembewonend maar kunnen ook klimmen en zwemmen.
Cobra's behoren tot de koraalslangachtigen en zijn zonder uitzondering giftig. Een beet van een cobra kan fataal zijn voor de mens. Alle soorten kennen een dreighouding waarbij het voorste deel van het lichaam wordt opgericht en rond de hals een schotelachtige verbreding wordt getoond.
Cobra's leven van knaagdieren en andere gewervelden, ook amfibieën en andere reptielen worden wel gegeten. Belangrijke vijanden zijn roofvogels en zoogdieren. Er zijn 33 soorten echte cobra's.

## Naamgeving
De wetenschappelijke naam van de groep werd voor het eerst voorgesteld door Josephus Nicolaus Laurenti in 1768.
De Portugezen noemden een slang die zijn nek verbreedt cobra de capello (slang met capuchon). Die naam werd in verkorte vorm (cobra) in het Nederlands overgenomen. De wetenschappelijke naam Naja is afgeleid van Sanskriet naga, dat 'slang' betekent.
Cobra's worden ook brilcobra's of brilslangen genoemd, naar de soms brilachtige tekening op de hals. Bij veel soorten lijkt deze tekening echter niet op een bril en bij andere soorten ontbreekt een tekening. Sommige soorten kunnen het gif naar een belager spugen, dergelijke soorten worden ook spugende cobra's genoemd. Zowel de tekening aan de nek als het vermogen tot spugen komt voor bij verschillende soorten.

## Verspreiding en habitat

Verspreiding van de zwarthalscobra in het rood.

Cobra's komen voor in delen van Afrika, Azië en het Midden-Oosten. In Afrika ontbreken de cobra's alleen in het uiterste noorden en delen van uiterst zuidelijk Afrika. Ook in de Sahara komen geen soorten voor. In Azië komen de soorten voor van oostelijk in China tot westelijk in Turkmenistan. In het Midden-Oosten komen de soorten in het grootste deel voor, van Iran tot Jemen.
Het verspreidingsgebied verschilt per soort en met name de grootte van het areaal kan sterk variëren. De Egyptische cobra of ureüsslang (Naja haje) heeft het grootste verspreidingsgebied en komt voor in het grootste deel van Afrika. De soort Naja mandalayensis daarentegen heeft een aanzienlijk kleiner verspreidingsgebied en is endemisch in Myanmar.
Vroeger hadden de cobra's een heel ander verspreidingsgebied. Er zijn bijvoorbeeld fossiele resten gevonden in delen van Europa. De soort Naja romani leefde in het Mioceen in onder andere Frankrijk, Duitsland en Oostenrijk. Uit Spanje is de soort Naja iberica bekend uit het Turonien.
Cobra's komen in uiteenlopende biotopen voor, zoals bossen, moerassen, regenwouden en bergstreken. De Egyptische cobra bijvoorbeeld is een bewoner van droge en woestijnachtige streken en de zwart-witte cobra leeft meer in vochtige en warme bossen. De Kaapse cobra is te vinden in rotsige berggebieden.
Ook in door de mens aangepaste landschappen worden de slangen gevonden, zoals rijstvelden en stadsparken. Ook in sterk geürbaniseerde gebieden kan de slang opduiken, aangetrokken door de ratten die hierop afkomen. Voorbeelden zijn dorpsstraten, tuinen, marktpleinen en opslagplaatsen.
Cobra's schuilen in verborgen plaatsen zoals scheuren in rotsen, holle bomen, nesten van knaagdieren en termietenheuvels. Van de soort Naja mossambica is bekend dat de schuilplaatsen gedeeld worden met andere slangen, zoals de zwarte mamba (Dendroaspis polylepis). Van een aantal soorten is bekend dat ze een vaste schuilplaats hebben waarnaar ze steeds terugkeren. Alleen als de slang wordt verstoord wordt naar een andere schuilplaats gezocht. Voorbeelden van dergelijke soorten zijn Naja anchietae en Naja annulifera.

## Uiterlijke kenmerken

### Kop

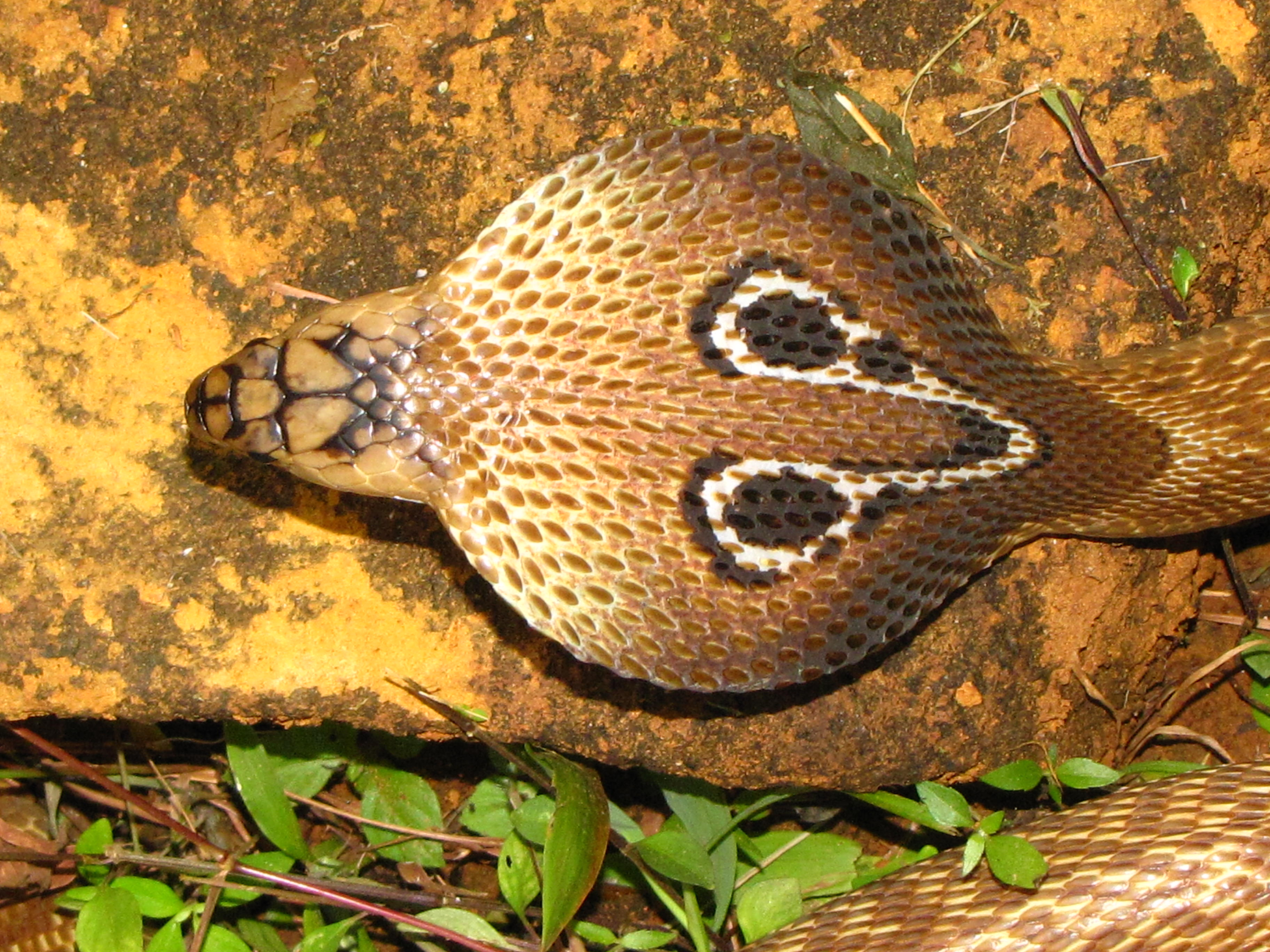
Kop en halstekening van de brilslang.

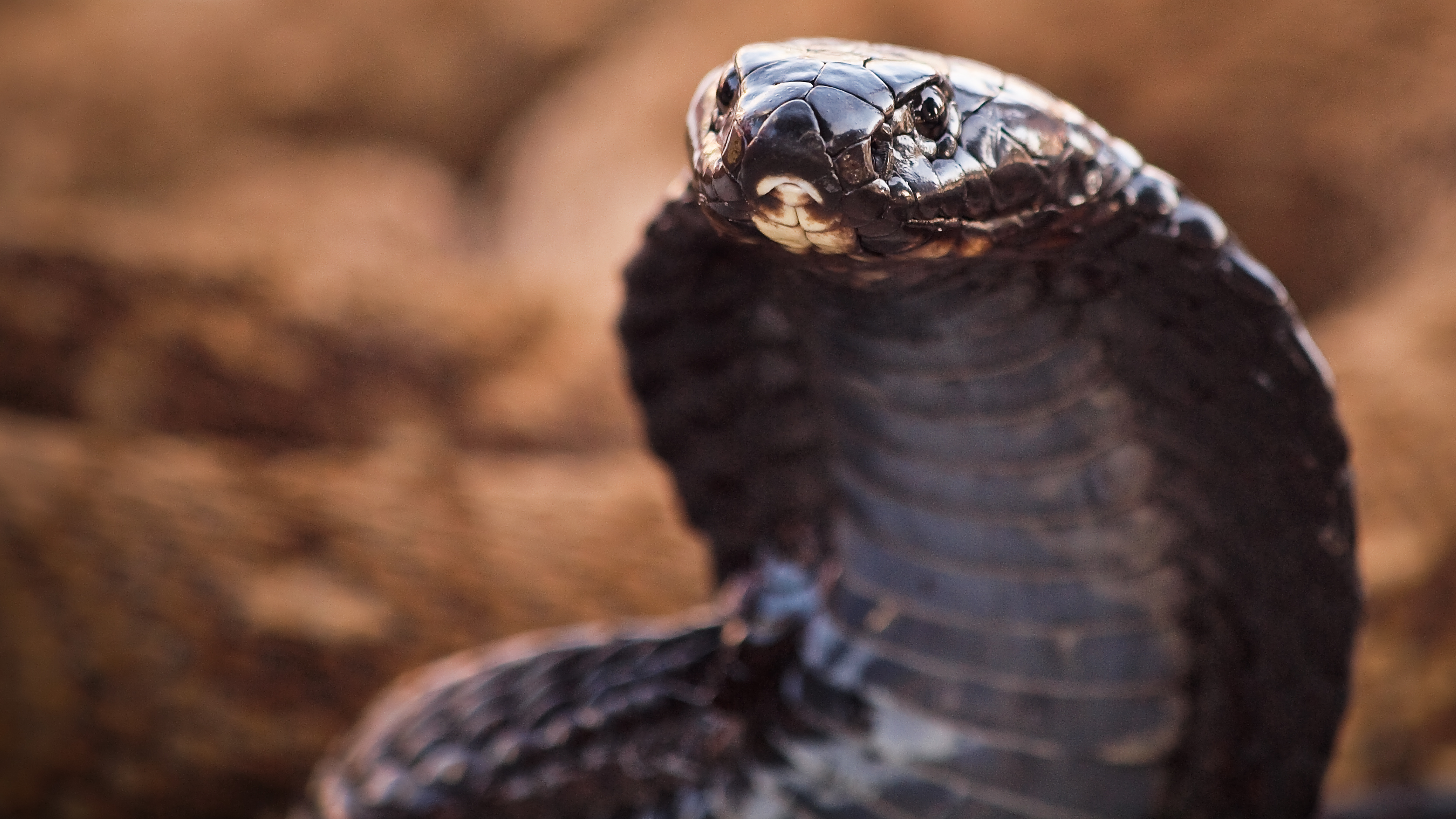
De zwarthalscobra (Naja nigricollis) heeft een donkere kop en hals.

De Filipijnse brilslang (Naja philippinensis) in opgerichte houding.

Cobra's hebben een typisch slangachtige, afgeplatte kop, de ogen zijn relatief ver aan de voorzijde van de kop geplaatst. De ogen zelf zijn vrij klein en hebben altijd een ronde pupil. De neusgaten zijn vlak bij de ogen gelegen. De giftanden zijn vrij kort, zeker in vergelijking met de uitklapbare giftanden van de adders. De gifklieren zijn achter de ogen gelegen en via kleine kanaaltjes komt het gif in de giftanden. De giftanden zijn gegroefd of soms buisvormig zoals een injectienaald. De mannetjes hebben iets langere giftanden dan de vrouwtjes.
De kopschubben zijn groot en dik, aan de voorzijde van de kop is de rostrale schub gelegen, hieronder is een opening aanwezig, zelfs als de bek gesloten is, om de tong naar buiten te steken. Met de tong worden geurdeeltjes opgenomen die vervolgens door een weefselstructuur in de neusholte worden 'uitgelezen'. Dit vomeronasale orgaan wordt het orgaan van Jacobson genoemd. Cobra's zijn sterk afhankelijk van deze vorm van zintuiglijke waarneming aangezien het visuele vermogen vrij beperkt is. Met de ogen kunnen grote prooien en vijanden worden waargenomen, de reukzin is echter het belangrijkste zintuig voor de slang om zich te oriënteren.
De echte cobra's hebben een schubbenconfiguratie van de kop die bestaat uit vergrote internasale schubben in vergelijking met de koningscobra die juist smalle internasalen heeft. De koningscobra heeft daarnaast vergrote achterhoofdschubben. Bij de echte cobra's zijn de achterhoofdsschubben altijd ongeveer even groot als de schubben op de rug.

### Hals
Echte cobra's kennen allemaal het karakteristieke vermogen om de hals sterk af te platten bij opwinding. Hierdoor lijkt de kop van de slang veel groter dan deze in werkelijkheid is. De huid van de hals is losser dan de huid van de rest van het lichaam maar in rust is dit moeilijk te zien. Bij het afplatten van de hals worden de flexibele ribben aan de halswervels uitgezet en komt de huid strak te staan. Dit doet enigszins denken aan het uitklappen van een paraplu. De uitsteeksels worden wel halsribben genoemd, de eerste drie wervels van de hals vanaf de kop dragen geen uitsteeksels. Bij het vormen van de schotelachtige hals zijn soms 27 ribben betrokken.
Aan de achterzijde van de opgezette hals is vaak een tekening aanwezig. De vorm van deze tekening, die ook wel masker wordt genoemd, verschilt per soort maar kan ook afwijken tussen verschillende individuen binnen een soort. De Indochinese brilslang heeft vaak een volledig masker, dat zich uitstrekt over de gehele breedte van de achterzijde van de hals. Bij andere soorten, zoals Naja kaouthia, is het masker geïsoleerd en is in het midden gelegen. De zogenaamde brilslangen of brilcobra's, zoals de brilslang, hebben een tekening die enigszins aan een bril doet denken. Dit masker bestaat uit twee donkere vlekken die met een lusachtige witte vlek zijn verbonden. Sommige cobra's worden wel brilslang genoemd maar hebben geen briltekening. De cobra's met een halstekening tonen hun masker bij bedreiging.
Het kunnen afplatten van de hals is niet uniek voor de echte cobra's, ook de koningscobra (Opiophagus hannah) en de ringhalscobra (Hemachatus haemachatus) kunnen hun hals schotelachtig plat maken.
Cobra's zijn door hun lange halswervels met maar weinig andere slangen te verwarren. De uitzondering vormen soorten uit de geslachten schildcobra's (Aspidelaps) en Pseudonaja. Deze soorten worden ook cobra's genoemd en kunnen eveneens hun hals afplatten. In vergelijking met de echte cobra's is de afplatting echter minder sterk en er ontstaat geen ronde halsvorm zoals bij de echte cobra's.

### Lichaam en staart
Echte cobra's kunnen zich allemaal oprichten waarbij ze het eerste deel van hun lichaam omhoog brengen. Bij het omhoog brengen van het lichaam steunt de slang op de achterzijde van het lichaam en de staart.
Cobra's zijn vrij slanke slangen die een lichaamslengte bereiken tot ongeveer 2,5 meter, veel soorten blijven wat kleiner. De meeste soorten zijn bruin tot zwart van kleur en hebben een egale lichaamskleur. Van de brilslang (Naja naja) is een grote variatie bekend, van bruin en zwart naar geelbruin tot grijs. Ook zijn albino's bekend, deze zijn geheel wit en hebben rode ogen. Sommige soorten hebben een afwijkende kleur zoals de rode spuwende cobra (Naja pallida), die geheel rood van kleur is met een zwarte band om de hals. Enkele soorten hebben een bruin lichaam met een gele kop en hals, zoals de soort Samar-brilslang (Naja samarensis). De schubben zijn glad en ongekield.
De staart is te onderscheiden aan de schubben aan de onderzijde; slangen hebben slechts een enkele rij buikschubben maar de staartschubben bestaan altijd uit meerdere rijen. De staart is aan de onderzijde van het lichaam ook duidelijk te onderscheiden van het lichaam door de aanwezigheid van de cloaca. Deze lichaamsopening dient zowel voor de uitscheiding als de copulatie en is voorzien van een zogenaamde anale schub. Bij sommige gifslangen is deze ongepaard maar bij de cobra's is de anale schub gepaard en bestaat uit twee delen.

## Voedsel

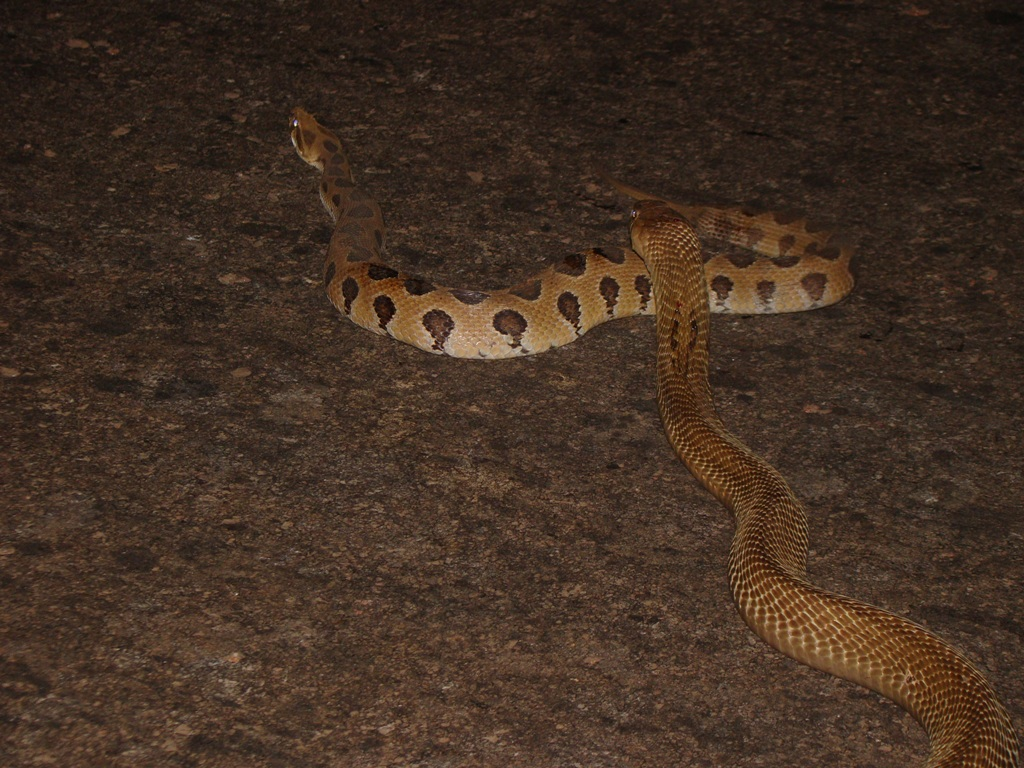
Een soort uit India jaagt op een grote slang.

Cobra's zijn allemaal carnivoor en leven van andere dieren. De voorkeur gaat uit naar gewervelde dieren en dan met name knaagdieren. Als er weinig voedsel is worden ook wel grote insecten gegeten zoals sprinkhanen. Cobra's zijn voornamelijk bodembewoners, maar bij het foerageren klimmen ze ook in bomen en struiken.
De meeste soorten eten ratten en muizen, daarnaast worden hagedissen en amfibieën zoals kikkers gegeten. Veel soorten jagen daarnaast op vogels en roven ook vogelnesten leeg door in bomen te klimmen. Ook de eieren van op de bodem broedende vogels zoals fazanten zijn niet veilig. Vanwege de voorkeur voor ratten en vogels zijn cobra's vaak in de nabijheid van de mens te vinden. Ze dringen soms binnen bij pluimveebedrijven waar ze als schadelijk worden gezien.
Sommige soorten eten ook wel andere soorten slangen, een voorbeeld is de Kaapse cobra (Naja nivea). De echte cobra's zijn echter geen slangeneters, zoals de koningscobra (Ophiophagus hannah). Deze soort is wel een echte slangeneter (ophio-phaag betekent slangen-etend), maar de koningscobra behoort niet tot de echte cobra's. Bij een cobra werd eens een 1,8 meter lange gladde slang Ptyas mucosa in de maag aangetroffen, terwijl de cobra iets kleiner was. Slangen die andere soorten slangen eten kunnen prooien aan die langer zijn dan zijzelf, doordat de buitgemaakte slang wordt opgevouwen in de maag van de slangeneter. Ook werd eens een 60 cm lange Bengaalse varaan (Varanus bengalensis) in de maag van een cobra gevonden.

## Vijanden en verdediging

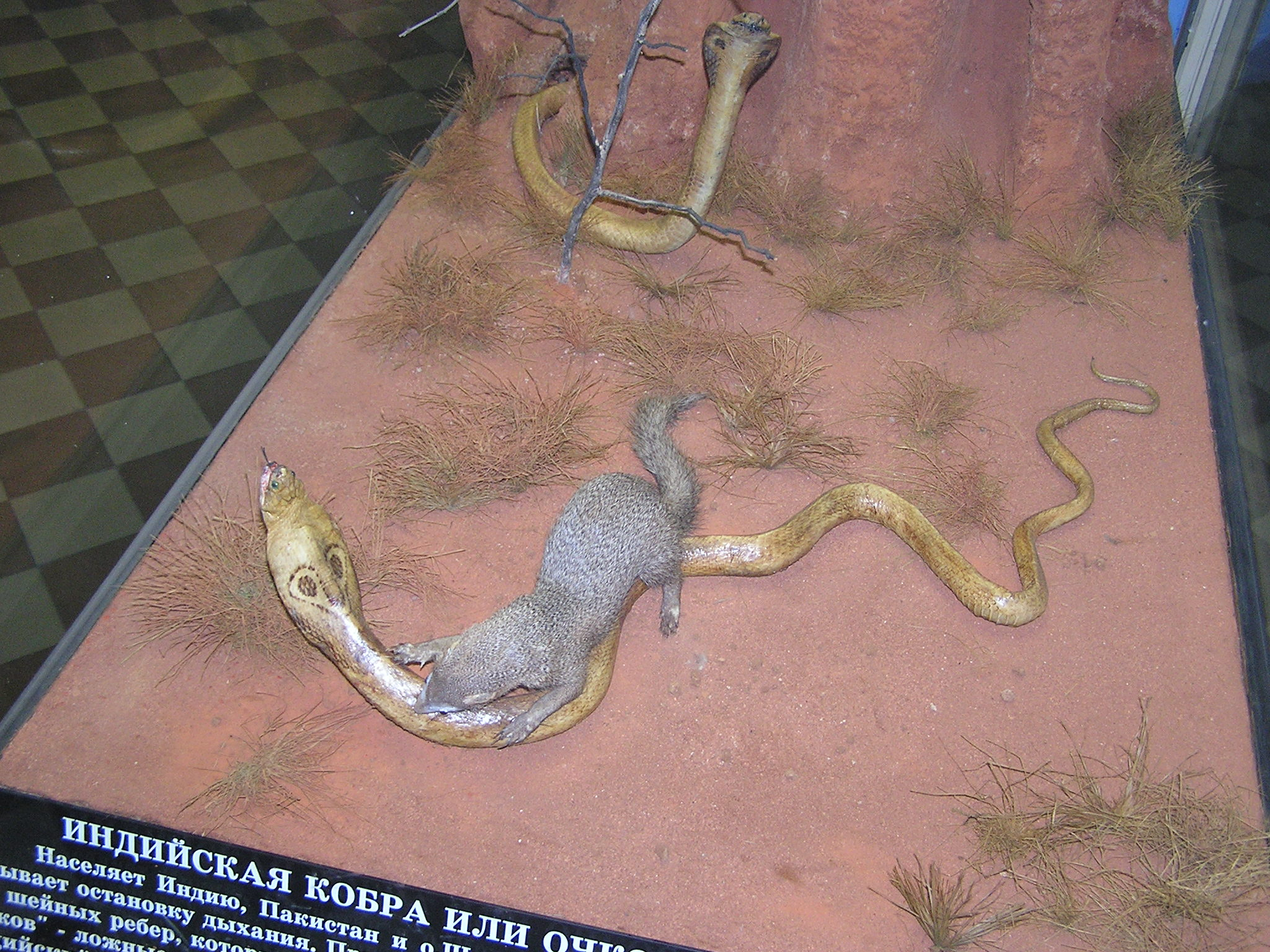
Mangoesten zijn een belangrijke vijand, afgebeeld zijn opgezette dieren.

Cobra's worden ondanks hun giftigheid door verschillende dieren gegeten. Belangrijke vijanden zijn mangoesten, zoals de Egyptische ichneumon en de Indische ichneumon. Deze dieren eten de slang niet maar doden het reptiel als ze er één tegenkomen. Van mangoesten is bekend dat ze minder vatbaar zijn voor het gif, maar ze zijn echter niet immuun. Ze zullen altijd proberen de beet van een cobra zoveel mogelijk te ontwijken. De mangoest springt net zo lang heen- en weer tot de cobra van uitputting zichzelf niet meer op kan richten. De cobra komt echter niet altijd als verliezer uit de strijd. Een cobra kan zich ook dood houden, hierbij draait de slang zich op zijn zij en blijft stil liggen. Als het gevaar geweken is komt de slang weer 'tot leven'.
Ook van de genetkat is bekend dat het dier soms cobra's aanvalt. Andere vijanden zijn grote roofvogels en grote uilensoorten, daarnaast worden cobra's gegeten door ratten en grotere zoogdieren. Van zoogdieren als varkens, herten en koeien is beschreven dat ze een cobra proberen te vertrappen als er jongen in de buurt zijn. Een belangrijke vijand van de cobra zijn andere cobra's en van een aantal soorten is beschreven dat ze ook soortgenoten opeten.
Cobra's verdedigen zich deels passief door zich op te richten en de halsflappen uit te zetten. Door de opgerichte lichaamshouding en wangflappen is de cobra gemakkelijk te herkennen als een gevaarlijk dier, wat andere dieren op afstand houdt. Reeds zeer jonge cobra's die nog deels met hun staart in het ei zitten vertonen dit gedrag al. Een cobra kan ook het voorste deel van het lichaam tegen de grond houden terwijl de hals wordt verbreed. Dit gedrag wordt vertoond als het dier angstig is en probeert te vluchten. Als een mannetje een geschikt vrouwtje tegenkomt wordt het lichaam opgericht maar de hals wordt dan niet opgezet.
Van een aantal soorten is bekend dat ze het gif uit de gifklieren persen waarna het over enige afstand naar de belager wordt gespuugd. Deze zogenaamde spugende cobra's gebruiken dit vermogen alleen om vijanden uit te schakelen en niet om prooien te verlammen. Dergelijke soorten hebben gespecialiseerde giftanden met een opening aan de voorzijde. De cobra creëert geen straal maar een gerichte spray en mikt op het gelaat. Als het gif in de ogen van een mens terechtkomt volgt een stekende pijn. Het slachtoffer raakt daarnaast ook tijdelijk blind. Spugende cobra's kunnen het gif tot 3,5 meter ver spugen.

### Giftigheid

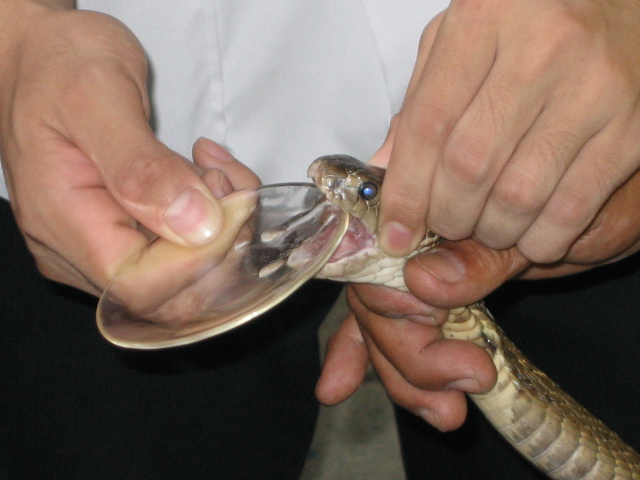
Een cobra wordt gemolken door deze in een petrischaaltje te laten bijten.

Het gif van cobra's kan in droge vorm een cavia doden bij een hoeveelheid van 0,002 milligram. Van cobragif is verder bekend dat een hoeveelheid van één gram de dood kan veroorzaken van 1250 kilo aan honden, 8300 kilo aan muizen en 10.000 kilo aan mensen. Een gram gif als droge stof kan ongeveer 165 personen doden.
Bij een beet stuwt de cobra het gif uit de gifklieren, een agressieve cobra kan zoveel gif afgeven dat het uit de bek druipt tijdens een beet. De giftanden van cobra's zijn relatief kort, de slang bijt daarom stevig in de prooi zodat het gif onder de huid wordt afgegeven. De slang geeft bij een beet in een vijand ongeveer 100 tot 200 milligram vloeibaar gif af, in de gifklier is ongeveer het dubbele aanwezig.
De cobra wordt door biologen gemolken om een antiserum te verkrijgen. De Franse arts Albert Camette was de eerste die een serum uit een slang verkreeg door het gif toe te dienen aan proefdieren die zo immuniteit verkregen. Hij gebruikte hiervoor een Indochinese brilslang (Naja atra) en maakte in 1895 het eerste serum.

### Beten bij de mens
Het gif van cobra's is zeer sterk, daarnaast geven cobra's bij een beet relatief veel gif af wat ze uiterst gevaarlijk maakt. Veel slangen hebben met name verbindingen die weefsels en bloed aantasten, hematoxinen genoemd. Het gif van cobra's bevat slechts deels weefselvernietigende stoffen, het voornaamste bestandsdeel zijn verschillende neurotoxinen. Deze stoffen tasten het zenuwstelsel aan wat tot verlamming leidt van de spieren, en uiteindelijk verlamming van het ademhalingsapparaat en het hart veroorzaakt wat tot de dood kan leiden. Ook ontstaat soms necrose.
De mens kan met het reptiel worden geconfronteerd als het beest erf en huis binnendringt op jacht naar kip of knaagdier (zo zou de kanarie van de archeoloog Carter zijn opgevreten door een Egyptische cobra) maar de meeste onvrijwillige ontmoetingen vinden plaats als boeren het land met de hand bewerken. Indien de cobra de mens bijt dan wordt 1 op de 3 keer geen gif geïnjecteerd, maar als dat wel gebeurt dan heeft dat hachelijke gevolgen. Per milligram is het gif van de Naja haje ruim 12 maal minder effectief dan het gif van de Filipijnse cobra zoals uit onderstaande tabel blijkt.
| Cobra                                                                                 | Dodelijke dosis voor muizen                                      |
| ------------------------------------------------------------------------------------- | ---------------------------------------------------------------- |
| - Naja philippinensis - Naja naja - Ophiophagus hannah - Naja haje - Naja nigricollis | - 0,14 mg/kg - 0,29 mg/kg - 1,73 mg/kg - 1.75 mg/kg - 3,05 mg/kg |

Dit betekent natuurlijk niet dat men beter door een Egyptische cobra kan worden gebeten dan door een Filipijnse want dat is sterk afhankelijk van de ingebrachte hoeveelheid.
Eerste hulp voor slachtoffers van de cobra:
- Het slachtoffer moet gaan liggen en zo min mogelijk bewegen. Het gebeten lichaamsdeel moet worden geïmmobiliseerd.
- Laat de wond met rust: leg er geen ijs op, ga niet zuigen, snijden of amputeren.
- Breng geen knelverband aan.
- Geef het slachtoffer geen pijnstillers en in geen geval alcohol.
- Vervoer het slachtoffer zo snel mogelijk naar een ziekenhuis of dokterspost.

## Voortplanting en ontwikkeling

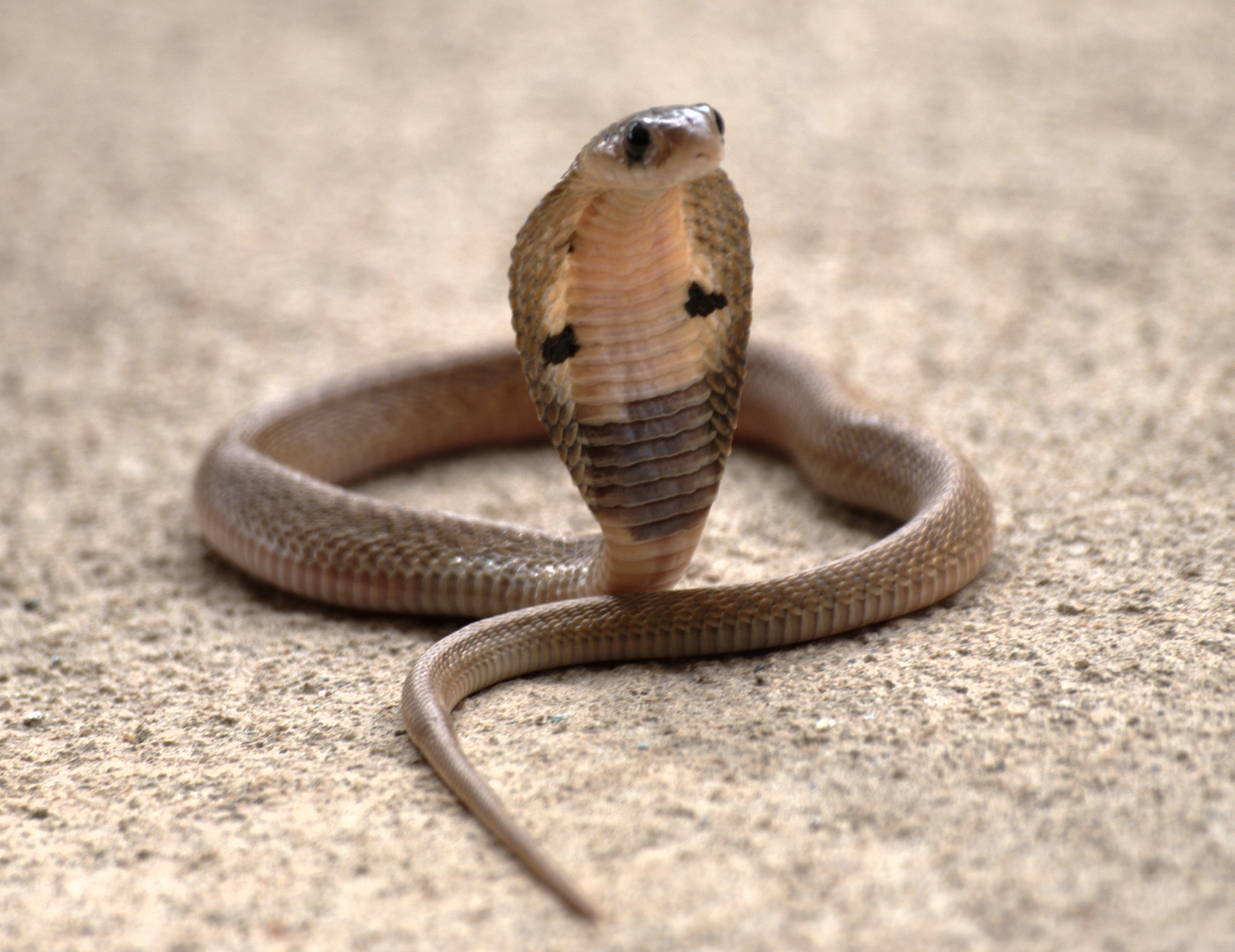
Een jonge brilslang (Naja naja).

De mannetjes beconcurreren elkaar en als twee gelijkende mannetjes elkaar tegenkomen gaan ze een gevecht aan. Het is echter een gevecht op punten en de dieren brengen elkaar geen schade toe. De giftanden worden niet gebruikt, de mannetjes richten zich op en bewegen zich slingerend langs elkaar heen. Ze voeren een krachtmeting uit waarbij de verliezer afdruipt. Deze gevechten zijn zo 'sierlijk' en niet-agressief dat lange tijd werd gedacht dat het een paringsdans betrof.
In de voortplantingstijd komen koppeltjes voor die enige tijd samen leven. De paring kan vijf uur tot enkele dagen duren, in het laatste geval wordt de copulatie regelmatig onderbroken.
Cobra's zijn altijd eierleggend, het aantal eieren loopt uiteen van ongeveer 10 tot 20 per nest. Sommige soorten kunnen meer dan 30 eieren produceren. De eieren worden gedeponeerd in gaten in de grond of in holle bomen. Bij sommige soorten bewaakt het moederdier het nest en is dan zeer agressief. Jonge cobra's hebben een zogenaamde eitand; een extra schub die als een stekel op de neus zit en dient om het ei open te scheuren. De eitand valt kort na de geboorte af. Bij waarnemingen van jonge Indochinese brilslangen in de dierentuin van Berlijn (Zoologischer Garten Berlin) is bekend dat de jonge cobra's zich weer in het ei verschuilen als ze tijdens het uitkomen worden gestoord.
Als de jongen uit het ei kruipen zijn ze al zo'n 20 tot 30 centimeter lang. De jongen staan bekend als agressiever en bijteriger dan de volwassen dieren. De jonge cobra's kunnen al direct uit het ei dreiggedrag vertonen, ze eten niet tot na de eerste vervelling. Jonge cobra's beschikken over giftanden en zijn direct giftig.

## Cobra's en de mens

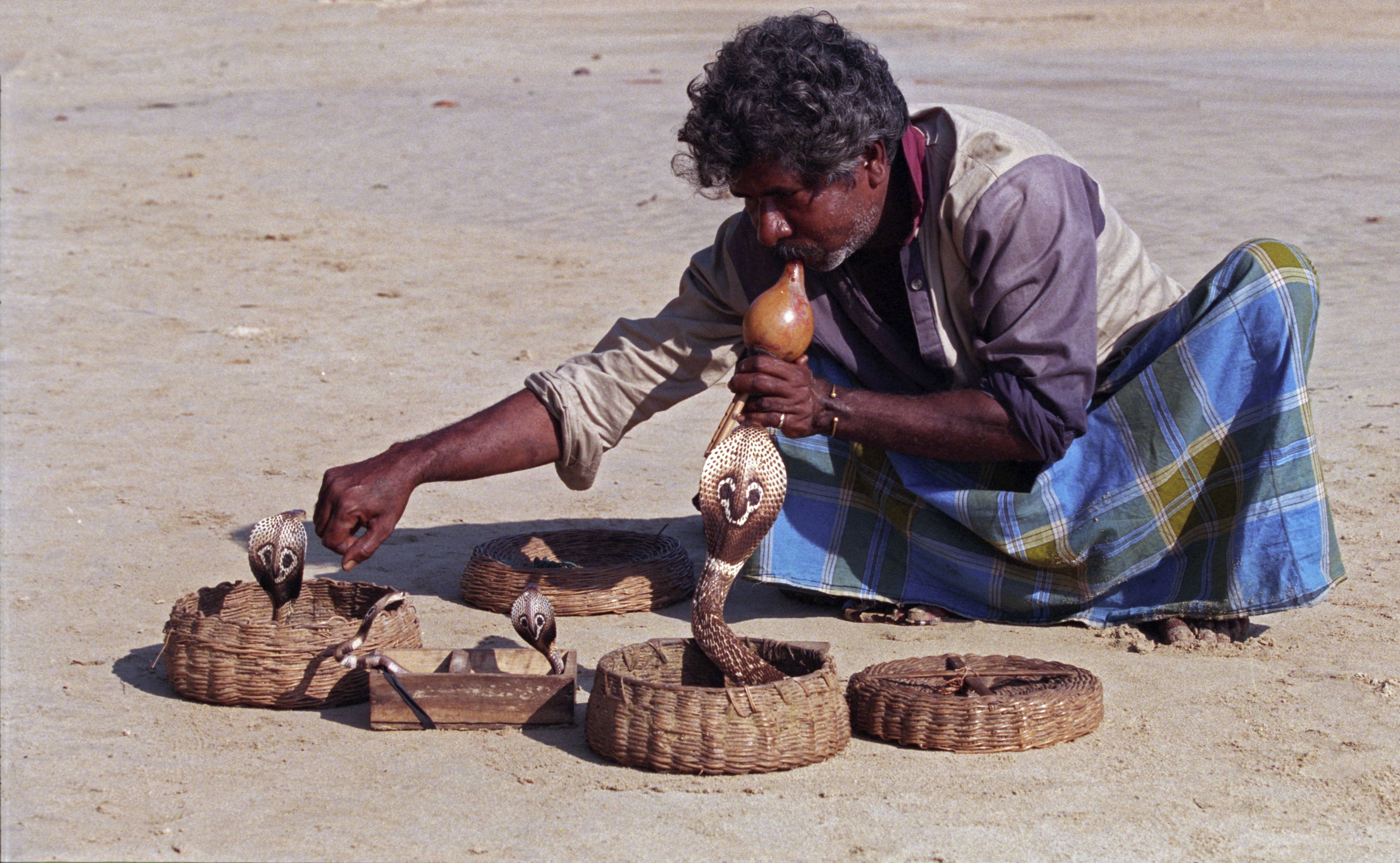
Een slangenbezweerder uit Sri Lanka.

Veel soorten leven in dichtbevolkte gebieden en komen daarnaast ook algemeen voor. Cobra's doden jaarlijks vele mensen, schattingen van het aantal slachtoffers in India lopen op tot 10.000 doden per jaar. Gezonde mensen lopen minder gevaar dan jonge kinderen, bejaarden of zieke mensen. Met name hartpatiënten zijn kwetsbaar voor het gif. In veel landen waar cobra's leven is het de gewoonte om blootsvoets te lopen en dit verhoogt de kans op een beet. De brilslang (Naja naja) wordt beschouwd als een van de gevaarlijkste soorten, deze soort komt voor in een groot deel van Zuidoost-Azië. Cobra's zijn echter niet de gevaarlijkste slangen, de adders doden hier jaarlijks meer mensen, zoals de Russells adder (Daboia russelii). Het gif is zeer potent, er zijn gevallen waarbij het slachtoffer na een kwartier overleed.
Cobra's worden vaak gebruikt bij slangenbezweerders, vooral soorten met een brilcobra-achtige halsvlek zijn populair. In landen als India wordt vaak een cobra 'bezworen' door een enkele persoon met een fluit. In landen als Marokko is het vaak een klein muziekgroepje met een bezweerder die een verhaal vertelt en onderwijl de cobra laat 'dansen'. Cobra's reageren nooit op de muziek -ze zijn namelijk doof- maar zijn gevoelig voor bewegingen die ze volgen met het lichaam. Door het ritme te veranderen doet de bezweerder voorkomen alsof de slang mee danst op de muziek.
Veel soorten slangen worden weleens in gevangenschap gehouden als exotisch huisdier, ook sommige soorten gifslangen zijn populair. Cobra's worden echter niet gezien als erg geschikt omdat ze niet alleen giftig zijn maar ook vrij groot worden en moeilijker zijn te huisvesten. In dierentuinen zijn cobra's wel goed te houden. Van in gevangenschap gehouden cobra's is bekend dat ze een leeftijd van 15 tot 20 jaar kunnen bereiken, met uitschieters van meer dan 30 jaar.
Veel soorten worden in Azië gedood en verwerkt tot traditioneel medicijn, onder andere tegen verkoudheid en reuma. Hiertoe worden organen als de galblaas verwijderd en verwerkt. Het vlees van de slangen wordt in duurdere restaurants als een delicatesse beschouwd.

## Taxonomie en indeling

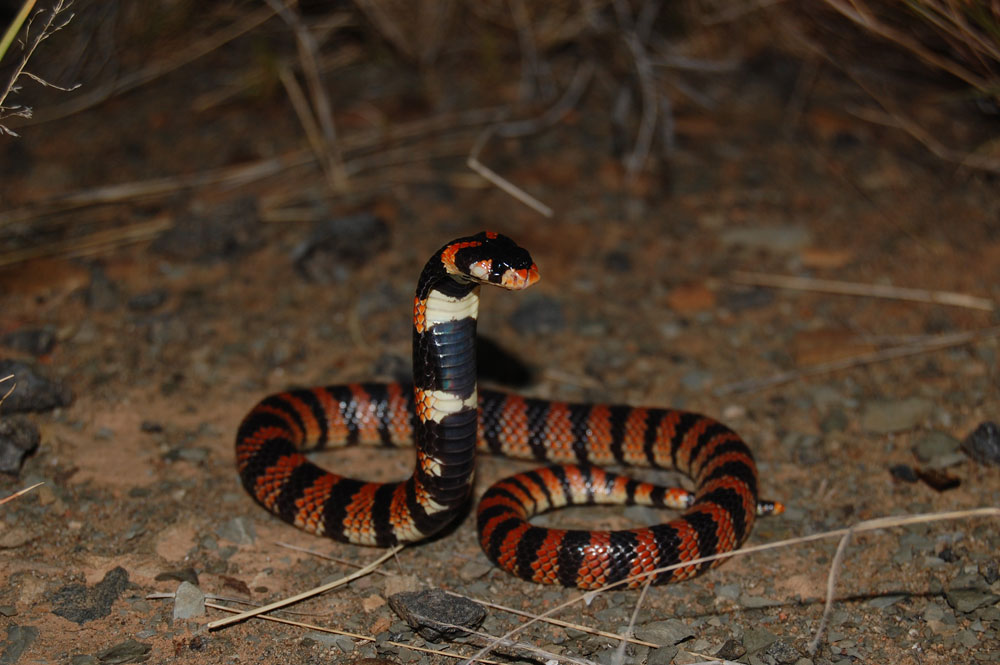
De schildcobra Aspidelaps lubricus.

Het geslacht Naja telt 33 soorten uit Afrika, het Midden-Oosten, India en Zuidoost-Azië. De taxonomische indeling van het geslacht is echter diverse keren aangepast en de verschillende bronnen geven derhalve nogal eens verschillende informatie.
Sommige soorten die meer bij water in de buurt leven en goed kunnen zwemmen, zijn in het verleden aan het niet langer erkende geslacht Boulengerina toegewezen. Een voorbeeld is de soort Naja christyi, die indertijd met de wetenschappelijke naam Boulengerina christyi werd aangeduid.
De ringhalscobra (Hemachatus haemachatus) werd vroeger ook tot het geslacht Naja gerekend maar wordt tegenwoordig bij het geslacht Hemachatus ingedeeld. Deze cobra wijkt af van alle andere soorten, doordat de schubben gekield zijn en de slang brengt daarnaast levende jongen ter wereld.
De schildcobra's die tot het geslacht Aspidelaps behoren lijken op cobra's omdat ze eveneens het lichaam kunnen oprichten en de hals kunnen afplatten. Deze soorten hebben echter een sterk vergroot neusschild waardoor ze makkelijk te herkennen zijn.

### Soorten
Onderstaand een lijst met alle soorten cobra's die tot het geslacht Naja behoren, met hun verspreidingsgebied en uiterlijke kenmerken.
| Lijst van soorten echte cobra's              | Lijst van soorten echte cobra's                | Lijst van soorten echte cobra's | Lijst van soorten echte cobra's                                       | Lijst van soorten echte cobra's |
| Wetenschappelijke naam                       | Nederlandse naam                               | Verspreidingsgebied | Kenmerken                                                             |                                 |
| -------------------------------------------- | ---------------------------------------------- | --- | --------------------------------------------------------------------- | ------------------------------- |
| Naja anchietae                               | Bocage, 1879                                   | Afrika; Angola, Namibië, Botswana, Zambia, Zimbabwe | Bruine kleur met donkere banden op het lichaam.                       |                                 |
| Naja annulata                                | Peters, 1876                                   | Afrika; Burundi, Congo-Brazzaville, Equatoriaal-Guinea, Gabon, Kameroen, Tanzania, Rwanda, Zaïre, Zambia | Lichtbruin met donkere tot zwarte dwarsbanden.                        |                                 |
| Naja annulifera                              | Peters, 1854                                   | Afrika; Botswana, Malawi, Mozambique, Swaziland, Zambia, Zimbabwe en Zuid-Afrika | Bruin tot geel met brede zwarte dwarsbanden.                          |                                 |
| Naja arabica                                 | Scortecci, 1932                                | Midden-Oosten; Oman, Saoedi-Arabië en Jemen. | Geelbruin met een zwarte band om de hals.                             |                                 |
| Naja ashei                                   | Wüster & Broadley, 2007                        | Ethiopië, Kenia, Somalië, Tanzania en Oeganda | Bruine kleur, geen tekening. Opvallend brede kop.                     |                                 |
| Naja atra                                    | Cantor, 1842                                   | Azië; China, Laos, Taiwan en Vietnam. | Meestal zwarte kleur, buikzijde wit, gecompliceerde halsvlek.         |                                 |
| Naja christyi                                | Boulenger, 1904                                | Afrika; Congo-Kinshasa, Congo-Brazzaville. | Donkere kleur met onregelmatige lichtere vlekjes aan de bovenzijde.   |                                 |
| Naja guineensis                              | Broadley, Trape, Chirio, Ineich & Wüster, 2018 | Afrika; Togo, Ghana, Ivoorkust, Liberia, Guinea, Sierra Leone, Guinee-Bissau | ?                                                                     |                                 |
| Egyptische cobra (Naja haje)                 | Linnaeus, 1758                                 | Algerije, Burkina Faso, Kameroen, Centraal-Afrikaanse Republiek, Congo-Kinshasa, Tsjaad, Eritrea, Ethiopië, Guinee, Kenia, Libië, Mali, Westelijke Sahara, Marokko, Niger, Nigeria, Senegal, Somalië, Soedan, Tanzania, Oeganda, Jemen, Zimbabwe, Egypte, Djibouti, mogelijk in Guinee-Bissau en Mauritanië.         | Bruin tot zwart, kop donkerder.                                       |                                 |
| Naja kaouthia                                | Lesson, 1831                                   | Azië; Bangladesh, Cambodja, China, India, Laos, Maleisië, Myanmar, Nepal, Thailand en Vietnam. | Lichtbruin tot bruin van kleur, donkere band om de hals.              |                                 |
| Naja katiensis                               | Angel, 1922                                    | Afrika; Benin, Burkina Faso, Kameroen, Gambia, Ghana, Guinee, Ivoorkust, Mali, Mauritanië, Niger, Nigeria, Senegal en Togo | Bruin met een donkere band om de hals.                                |                                 |
| Naja mandalayensis                           | Slowinksi & Wüstert, 2000                      | Azië; Myanmar. | Bruin met een donkere ring om de hals.                                |                                 |
| Zwart-witte cobra (Naja melanoleuca)         | Hallowell, 1857                                | Grote delen van centraal en Centraal-Afrika. | Zwart met witte tot gele dwarsbanden.                                 |                                 |
| Naja mossambica                              | Peters, 1854                                   | Afrika; Angola, Botswana, Congo-Kinshasa, Malawi, Mozambique, Namibië, Somalië, Swaziland, Tanzania, Zambia, Zimbabwe en Zuid-Afrika. | Bruin, gele ringen onder de hals.                                     |                                 |
| Naja multifasciata                           | Werner, 1902                                   | Afrika; Congo-Brazzaville, Congo-Kinshasa, Gabon en Kameroen. | Zwart met gele schubdelen zodat een vlektekening ontstaat.            |                                 |
| Brilslang (Naja naja)                        | Linnaeus, 1758                                 | Azië; Afghanistan, Bangladesh, Bhutan, India, Myanmar, Nepal, Pakistan en Sri Lanka. | Bruin tot zwart, duidelijke halstekening.                             |                                 |
| Naja nana                                    | Collet & Trape, 2020                           | Afrika; Congo-Kinshasa | Zwart, lichtere vlekken op de rug.                                    |                                 |
| Naja nigricincta                             | Bogert, 1940                                   | Afrika; Angola en Namibië. | Bruin met een fijne, lichtere bandering op het lichaam.               |                                 |
| Zwarthalscobra (Naja nigricollis)            | Reinhardt, 1843                                | Afrika; Angola, Benin, Burkina Faso, Kameroen, Centraal-Afrikaanse Republiek, Tsjaad, Congo-Kinshasa, Congo-Brazzaville, Ethiopië, Gabon, Ghana, Guinee-Bissau, Guinee, Ivoorkust, Kenia, Liberia, Mali, Niger, Nigeria, Senegal, Sierra Leone, Gambia, Mauritanië, Soedan, Tanzania, Somalië, Togo, Oeganda, Zambia | Bruin met een zwarte ring rond de hals.                               |                                 |
| Kaapse cobra (Naja nivea)                    | Linnaeus, 1758                                 | Afrika; Botswana, Lesotho, Namibië, Zuid-Afrika. | Lichtbruin tot geel, soms met vlektekening.                           |                                 |
| Naja nubiae                                  | Wüster & Broadley, 2003                        | Afrika; Egypte, Eritrea, Niger, Soedan en Tsjaad | Bruin met zwarte halsring, opvallende traan-achtige zwarte oogvlek.   |                                 |
| Midden-Aziatische brilslang (Naja oxiana)    | Eichwald, 1831                                 | Azië en het Midden-Oosten; Afghanistan, India, Iran, Kirgizië, Oezbekistan, Pakistan, Tadzjikistan, Turkmenistan | Bruin, meerdere donkere banden rond de hals.                          |                                 |
| Rode spuwende cobra (Naja pallida)           | Boulenger, 1896                                | Afrika; Egypte, Eritrea, Ethiopië, Kenia, Somalië, Soedan, Tanzania, Tsjaad | Opvallende roodbruine kleur, brede zwarte band rond de hals.          |                                 |
| Naja peroescobari                            | Ceríaco, Marques, Schmitz & Bauer, 2017        | Afrika; Sao Tomé | Geheel zwarte lichaamskleur.                                          |                                 |
| Naja philippinensis                          | Taylor, 1922                                   | Azië; alleen op de Filipijnen | Bruine kleur, wangflappen en keel lichter tot geel.                   |                                 |
| Naja sagittifera                             | Wall, 1913                                     | Azië, alleen in India en uitsluitend op de Andamanen. | Bruine kleur met donkere bandering aan bovenzijde lichaam.            |                                 |
| Samar-brilslang (Naja samarensis)            | Peters, 1861                                   | Azië; alleen op de Filipijnen | Zwart met gele vlekjes, keel en wangflappen geel.                     |                                 |
| Naja savannula                               | Broadley, Trape, Chirio & Wüster, 2018         | Afrika: Benin, Kameroen, Ivoorkust, Gambia, Ghana, Guinea, Mali, Nigeria, Senegal, Togo | Zwart, geel gebandeerde voorzijde van het lichaam.                    |                                 |
| Naja senegalensis                            | Trape, Chirio & Wüster, 2009                   | Afrika; Benin, Burkina Faso, Gambia, Ghana, Guinee, Guinee-Bissau, Mali, Niger, Nigeria, Senegal. | Bruin, onderzijde lichter, geen opvallende tekening.                  |                                 |
| Naja siamensis                               | Laurenti, 1768                                 | Cambodja, Laos, Thailand en Vietnam | Zwart met witte vlekken of bandering, keel en wangflappen wit.        |                                 |
| Indonesische spuwende cobra (Naja sputatrix) | Boie, 1827                                     | Azië; alleen in Indonesië | Bruin tot zwart met witte vlektekening.                               |                                 |
| Naja subfulva                                | Laurent, 1955                                  | Afrika; Centraal-Afrikaanse Republiek, Tsjaad, Kameroen, Nigeria, Congo-Brazzaville, Congo-Kinshasa, Ethiopië, Kenia, Oeganda, Soedan, Tanzania, Mozambique, Zambia, Angola, Zuid-Afrika, Zimbabwe, Rwanda, Burundi                                                                                                  | Zwart lichaam, gele buikzijde met dwarte drwarsbanden op voorlichaam. |                                 |
| Sumatraanse brilslang (Naja sumatrana)       | Müller, 1890                                   | Azië; Filipijnen, Indonesië, Maleisië, Singapore, Thailand | Zeer lichte kleur tot geel.                                           |                                 |